# محتوى البرقيات الدبلوماسية الأمريكية المسربة (الإمارات)
قامت ويكيليكس بتسريب الكثير من البرقيات الدبلوماسية الأمريكية التي تتعلقُ بالإمارات العربية المتحدة. بدأت التسريبات في 28 تشرين الثاني/نوفمبر عام 2010 على يد أعضاءٍ من ويكيليكس وقد شملت التسريبات وثائق سرية مفصلة عبارة عن برقيات دبلوماسية بين وزارة خارجية الولايات المتحدة الأمريكية وبعثاتها الدبلوماسية حول العالم.

## العلاقات الإيرانية-الإماراتية
حسب التسريبات؛ فقد حثّ أمير أبو ظبي محمد بن زايد دولة الولايات المتحدة على عدم استرضاء إيران فقال: «أحمدي نجاد هو هتلر.» توجست الإمارات العربية المتحدة منَ النوايا الإيرانية ولطالما رددت في البرقيات المُسرّبة خشيتها من أن تُصبح إيران دولة نووية. في إحدى البرقيات؛ ذُكر من مصدر غير معروف أنّ «حصول إيران على قنبلة نووية سيكون بمثابة جحيم؛ حيث ستسعى حينها كل من مصر، السعودية، سوريا وتركيا إلى تطوير قدرات نووية وستزداد الأمور سوءًا بسبب التحريض الإيراني على الصراع السني-الشيعي.»

## العلاقات اللبنانية-الإماراتية
ذكرَ وزير الخارجية الإماراتي عبد الله بن زايد نيّة دولة الإمارات العربية المتحدة شراء ذخائر لصالح القوات المسلحة اللبنانية هذا فضلا عن المروحيات التي تبرعت بها إلى الجيش اللبناني في العام الماضي.

## العلاقات الباكستانية الإماراتية

### زرداري «قذر» ونواز شريف «خطير»
سُربت برقية أخرى تعود لتاريخ تموز/يوليو 2009 وفيها يصفُ أمير أبو ظبي محمد بن زايد ونائب القائد الأعلى للقوات المسلحة بحكم الأمر الواقع زرداري «بالقذر ولكنه ليس خطيرا» فيما يصفُ رئيس الوزراء السابق نواز شريف «بالخطير ولكنه ليس قذرا ... هذهِ هي باكستان!»

### محاولة إقناع الإمارات الولايات المتحدة لبيع إف-16
حاولَ محمد بن زايد في مجموعة من برقياته المُسرّبة إقناع الولايات المتحدة لبيع طائرة من طراز جنرال دايناميكس إف-16 فايتينغ فالكون (تٌعرف اختصارًا باسم إف-16) إلى باكستان لتعزيز قوة الحكومة مؤكدًا في الوقت ذاته على أن هذا لن يغير من ميزان القوة بين الهند وباكستان.

### دعم الهند والإمارات العربية للتمرد البلوشي
ذكرَ أحمد شجاع باشا وهو جنرال في الاستخبارات الباكستانية في رسالة أو برقيّة مُسربة دعم دول الهند، الإمارات العربية المتحدة وروسيا للمتمردين البلوش من خلال التمويل والتسليح والتدريب.

### هجمات الطائرات بدون طيار في باكستان
تبيّن في الرسائل التي سربتها ويكيليكس أن الإمارات العربية المتحدة قد سمحت للأمريكيين باستخدامِ مهبط للطائرات في الإمارات وذلك من أجل شنّ هجمات طائرات بدون طيار ضد المسلحين. حينها حاولت الإمارات أن تنفي هذا خاصّة أنها دولة عربية وتربطها علاقات وثيقة بدولة أمريكا التي تُعدّ الحليف الأول والأبزر لإسرائيل؛ لكن الأمور زادت سوءًا عندما كشفَ الجنرال تومي فرانكس في كتابه «جندي أمريكي» عن مقدار الدعم المالي واللوجستي الذي حصلت عليه القوات الأمريكية من الإمارات في شنّها لضربات جويّة ضد باقي الجماعات الإسلامية.

## العلاقات الإماراتية البريطانية
كشفَ الدبلوماسيون في الإمارات العربية المتحدة عن أن محمد بن زايد وعبد الله الثاني تربطهما علاقات صداقة وثيقة مع الأمير أندرو دوق يورك لدرجة أن الثلاثة قد سبقَ لهم وأن اجتمعوا في المغرب وتنزانيا.

## طائرات بدون طيار
حاولت الحكومة الإماراتية الضغط بمختلفِ الطرق على بعض المسؤولين العسكريين من أجل دفع الولايات المتحدة لاستخدام طائرة إم كيو-9 ريبر في مواجهة إيران.

## إسرائيل والبرنامج النووي الإيراني
حسبَ التسريبات فمحمد بن زايد يعتقدُ أن الضربة الإسرائيلية لن تنجح في وقف برنامج إيران النووي وبالتالي يجبُ البحث عن خطة جديدة وفعّالة. يعتقد مبز كذلك أن إسرائيل ستضرب إيران عاجلا أم آجلا لكنّه يُؤكد على أن هذه الضربة ستتسبب في ردّة فعل قوية من إيران حيث ستشن هذه الأخيرة هجمات صاروخية ضد كل دول المنطقة بل قد يصلُ الأمر إلى إطلاق العنان للهجمات في جميع أنحاء العالم. كل هذا الأمر -حسب بن زايد- سيتسبّبُ في تغيير خريطة الشرق الأوسط. يرى محمد بن زايد إن إيران ستُحاول محاصرة إسرائيل مدفوعة بمعتقداتها الأيديولوجية وسوف تهدد وجود إسرائيل من خلال برنامجها الننوي إن اكتمل. في نفس الوقت؛ يصفُ مبز طموحات إيران ويُؤكد على أن نظام ولاية الفقيه يُحاول استعادة بلاد فارس كقوة عظمى. يرى محمد أنه يجبُ إقحام إيران في الصراع الإسرائيلي–الفلسطيني حتّى يعرفَ الجمهور العربي كل ما تقوم به الدولة الفارسية لكنّه يؤيد في المقابل حل الدولتين ويُحاول دعوة الولايات المتحدة إلى الإسراع في هذا الأمر على الرغم من اعتراض حكومة نتنياهو ولذا فإنّ مبز يقترحُ العمل مع المعتدلين الفلسطينيين الذين يدعمون خارطة الطريق فيما يُؤكّدُ على نسيان الآخرين الذين يرغبون في استرجاع أرضهم وذلك بسبب عدم وجود وقتٍ لذلك خاصّة في ظل تعاظم نفوذ إيران في كامل المنطقة.

## محمد بن زايد
كشفت التسريبات العديد من الأسرار منها من هي غاية في الأهمية مثل حُكم وإدارة محمد بن زايد للدولة بشكل خفيّ بينما يظهرُ على وسائل الإعلام كوليّ للعهد وأمير على إمارة أبو ظبي. وضّحتِ البرقيات أنّ م.ب.ز هو نائب القائد الأعلى للقوات المسلحة بل هوَ
صانع القرار الرئيسي في قضايا الأمن القومي. بيّنت التسريبات كذلك خلافَ مبز معَ خليفة بن زايد الذي لا يظهر إلا نادرًا بالرغم من كونه الحاكِم الفعلي للدولة. سيطرَ محمد بن زايد واحتكرَ السلطة في جميع المسائل باستثناء القرارات النهائية بشأن السياسة النفطية الرئيسية في الدولة.

## تمويل الإمارات العربية المتحدة للجماعات المتطرفة
خلال الكم الكبير للتسريبات التي تتعلقُ بالإمارات؛ كشفت الصحافة عن قيام هذه الأخيرة بتمويل الجماعات المتطرفة والمتشددة بل والإرهابية بما في ذلك تنظيم القاعدة وحركة طالبان في حين تُحاول تضييق الخناق على حركة حماس في فلسطين وعلى باقي حركات المقاومة الإسلامية. توضّحَ كذلك أن الإمارات دفعت مبلغَ 10.800 دولار أمريكي نقدًا لبعض الجماعات المصنفة كإرهابية لدى العديدِ من الدول. لكن وفي المقابل فالسفارة الأمريكية تعمل عن كثب مع حكومة دولة الإمارات العربية المتحدة على مشكلة ناقلي الأموال وضرورة وضع خطة لوقف تمويل الإمارات العربية المتحدة للجماعات الإرهابية.

## الدعم الهندي والإيراني للمتمردين في باكستان
تعتقد الإمارات أنّ الهند وإيران تُساعدان طالبان والانفصاليين من بشتون في باكستان كما تعتقدُ أنّ البشتون أنفسهم يدعمون حركة طالبان.